# دينا (مغنية ألمانية)
دينا (بالألمانية: Deena)‏ هي مغنية ألمانية، ولدت في 1993.